# Guinarthe-Parenties
Guinarthe-Parenties é uma comuna francesa na região administrativa da Nova Aquitânia, no departamento dos Pirenéus Atlânticos.
Estende-se por uma área de 2,48 km². Em 2010 a comuna tinha 231 habitantes (densidade: 93,1 hab./km²).

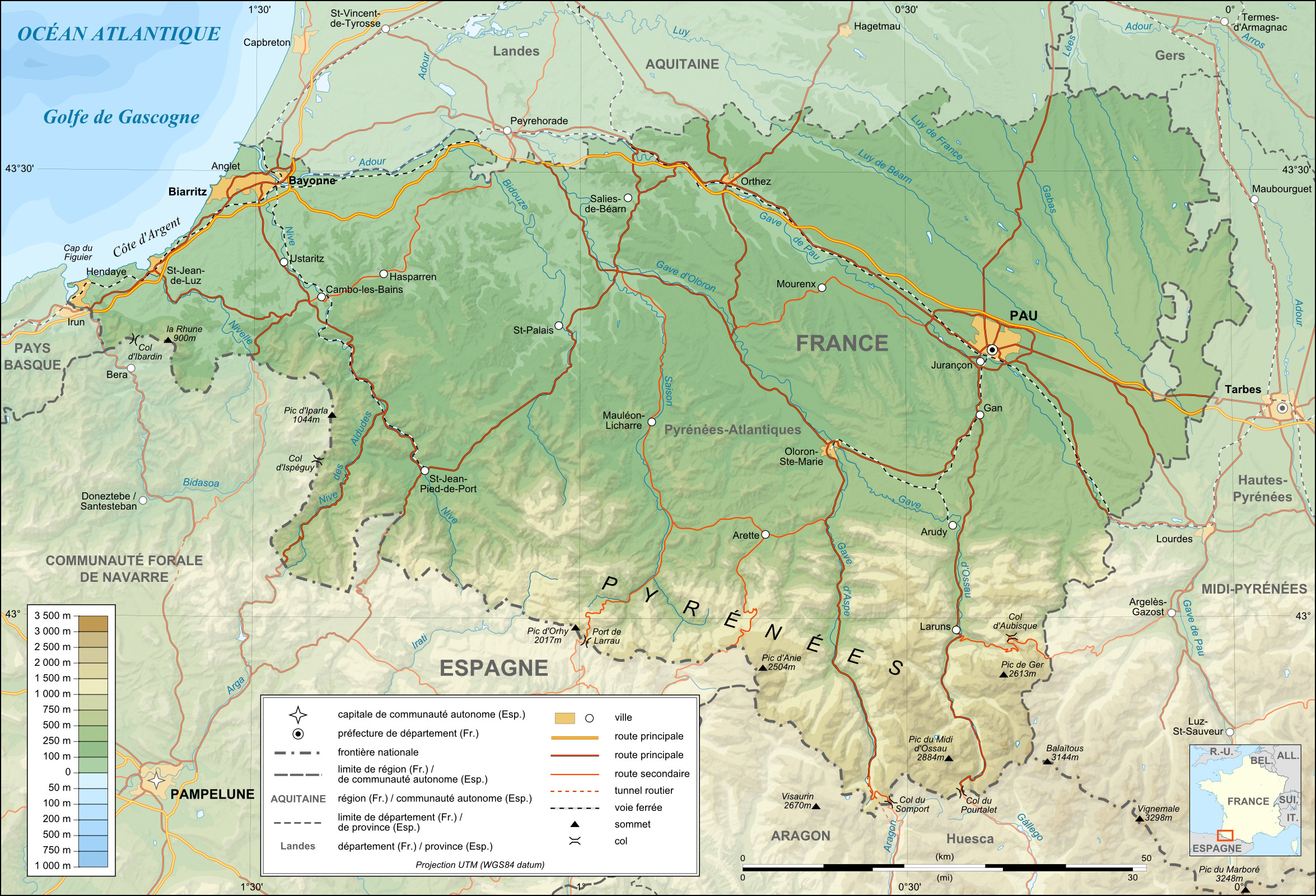
Pirenéus Atlânticos